# Nagua
Nagua is een stad en gemeente (77.000 inwoners) aan de noordkust van de Dominicaanse Republiek. Het is de hoofdstad van de provincie María Trinidad Sánchez. De stad ligt op de Atlantische Kustvlakte.
Van oorsprong is Nagua een pleisterplaats voor doorgaand vrachtverkeer. Door Nagua loopt trouwens het beschermd natuurgebied Carretera Nagua-Sánchez (17 km² groot, IUCN-categorie VI, ecosysteem. De laatste jaren is de stad behoorlijk gegroeid, doordat boeren uit de omgeving erheen trekken op zoek naar werk. De stad is erg arm.

## Bestuurlijke indeling
De gemeente bestaat uit vier gemeentedistricten (distrito municipal):
Arroyo al Medio, Las Gordas, Nagua en San José de Matanzas.
Azua · Bajos de Haina · Baní · Barahona · Boca Chica · Bonao · Comendador · Cotuí · Dajabón · El Seibo · Hato Mayor · Higüey · Jimaní · La Romana · La Vega · Los Alcarrizos · Mao · Moca · Monte Cristi · Monte Plata · Nagua · Neiba · Pedernales · Puerto Plata · Sabaneta · Salcedo · Samaná · San Cristóbal · San Francisco de Macorís · San José de Ocoa · San Juan · San Pedro de Macorís · Santiago · Santo Domingo de Guzmán · Santo Domingo Este · Santo Domingo Norte · Santo Domingo Oeste